# Maikel van der Vleuten
Maikel van der Vleuten (n. 10 februarie 1988, Geldrop-Mierlo, Brabantul de Nord, Țările de Jos) este un sportiv ce a reprezentat Țările de Jos, medaliat olimpic. A participat la 3 ediții ale Jocurilor Olimpice (2012, 2016, 2020) în care a câștigat o medalie de argint.